# Кинич-Хой-Кавиль
Кинич-Хой-Кавиль (K'INICH-JOY(K'AWIL)-li досл.: «Сияющий связанный Кавиль») — правитель майяского царства Канту со столицей в Караколе.

## Биография
Кинич-Хой-Кавиль является преемником Тум-Йоль-Кинича, воцарившись 9.18.9.5.9 6 Muluk 2 K'ayab (8 декабря 799). При его правлении в Канту восстановились королевские традиции и восстановлено его региональное влияние. Он установил стелу 11, алтари 3 и 23 и маркеры для игры в мяч 3 и 4.
Стела 11 было воздвигнута в 800 году и в ней упоминается Тум-Йоль-Кинич, таким образом можно предположить, что последний был его отцом. На алтаре 23, также установленным в 800 году, изображены два связанных пленника, правители Биталя и Уканаля.
Преемником Кинич-Хой-Кавиля стал Кинич-Тобиль-Йопаат.